# Anna Marie Kuhnow

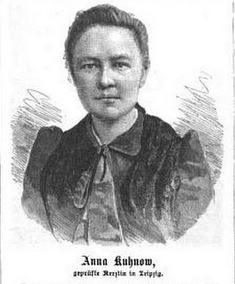
Anna Marie Kuhnow

Anna Marie Kuhnow (* 27. September 1859 in Drossen, Kreis Sternberg; † 28. Juni 1923 in Berlin) war eine deutsche Ärztin und praktizierte auf dem Gebiet der Gynäkologie.

## Leben und Wirken
Anna Marie Kuhnow, die Tochter eines Gerbermeisters, besuchte von 1871 bis 1875 höhere Mädchenschulen in Frankfurt/Oder. Ihr Wunsch, später Ärztin zu werden, festigte sich früh, jedoch fehlte der Familie das Geld für ihre weitere Ausbildung. Dank der Unterstützung ihrer Mutter hatte sie die Möglichkeit, als zwanzigjährige ein Lehrerinnen-Seminar in Frankfurt (Oder) zu besuchen und arbeitete anschließend als Lehrerin. Sie schloss sich dem Allgemeinen Deutschen Frauenverein (ADF) an, der sich zum Ziel setzte, Frauen den Zugang zu Bildung, Studium und eigenständiger Erwerbsarbeit zu ermöglichen. Kuhnow eignete sich selbst Kenntnisse in verschiedenen Fachbereichen wie Latein und Mathematik an, um die Abiturprüfung erfolgreich zu bestehen. Dadurch eröffnete sich ihr im Jahr 1883 die Möglichkeit, in Zürich ein Medizinstudium aufzunehmen, da zu jener Zeit deutsche Universitäten Frauen noch nicht zum Studium zuließen. Im Jahr 1888 absolvierte sie erfolgreich das Staatsexamen und wurde 1889 mit ihrer Dissertation über statisch-mechanische Untersuchungen zur Haltung schwangerer Frauen promoviert.
Sie ging nach New York und arbeitete an der „New-York Infirmary for Women and Children“ als Assistentin und zu gleicher Zeit als Lehrerin an dem „Womens Medical College“ für Mikroskopie und Diagnostik. Sie kehrte nach Leipzig zurück und praktizierte seit Oktober 1890 als Ärztin für Frauenkrankheiten. Sie betrieb ihre Praxis bis 1898, dann arbeitete sie bis 1900 als Kassenärztin und Ärztin für Lebensversicherungsgesellschaften. Im Jahr 1900 siedelte sie nach Berlin über, wo sie wiederum eine Praxis betrieb und als Belegärztin in einer Privatklinik weiblicher Ärzte arbeitete.
Anschließend arbeitete Kuhnow als Assistenzärztin im „Infirmary for Women and Children“ in New York. Ab 1890 praktizierte sie als eine der ersten deutschen Ärztinnen in Leipzig und Berlin. Sie setzte sich für die Freiheit der Berufswahl für Frauen ein und forderte die Zulassung von Frauen zum Medizinstudium. Darüber hinaus veröffentlichte sie verschiedene Werke, darunter Die Frauenkleidung vom Standpunkte der Hygiene (1893) und Gedanken und Erfahrungen über Frauenbildung und Frauenberuf (1896, 1897).
1923 starb sie in ihrer Wilmersdorfer Wohnung in der Trautenaustraße 18.

## Ehrungen

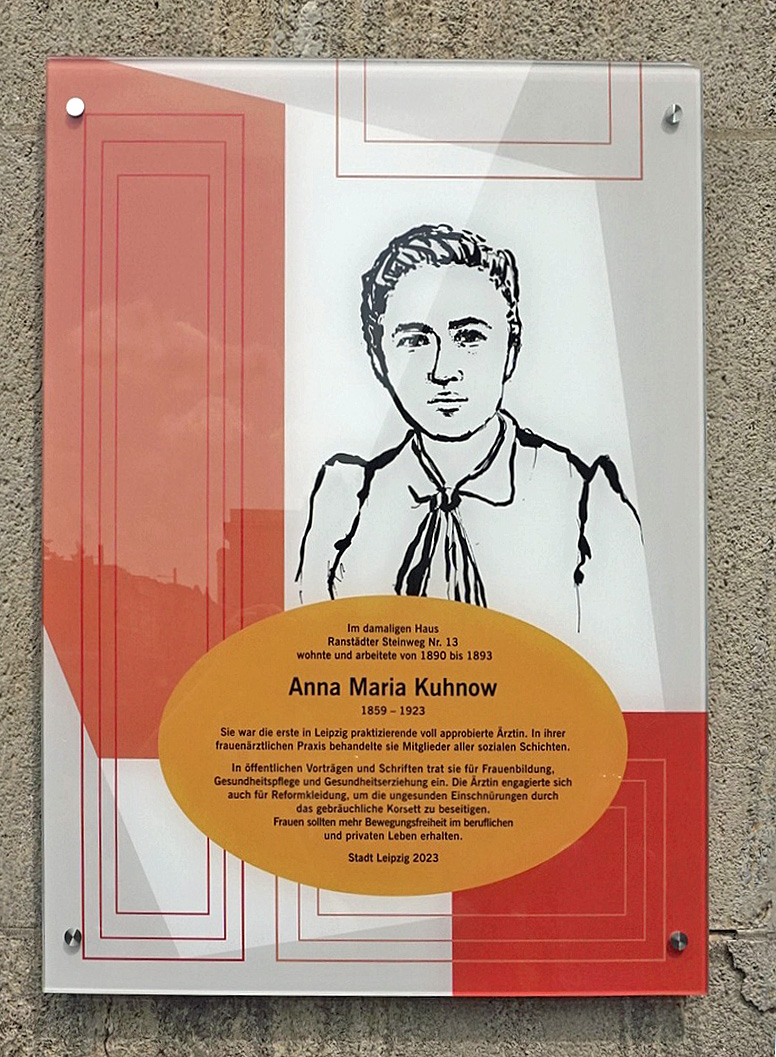
Gedenktafel zum 100. Todestag von Anna Marie Kuhnow (Die Tafel enthält irrtümlich den Namen Maria)

Im Leipziger Ortsteil Reudnitz-Thonberg gibt es eine Anna-Kuhnow-Straße.
Am 22. Juni 2023 wurde in Leipzig zum 100. Todestag von Anna Marie Kuhnow eine Gedenktafel am Ranstädter Steinweg 5 eingeweiht. Die Laudatio wurde von der Kulturwissenschaftlerin Gerlinde Kämmerer gehalten.

## Veröffentlichungen
- Statisch-mechanische Untersuchungen über die Haltung der schwangeren. Dissertation. Engelhardt, Leipzig 1889.
- Die Frauenkleidung vom Standpunkt der Hygiene. Vortrag für Frauen. Hobbing & Büchle, Stuttgart 1893. (Digitalisat)
- Gedanken und Erfahrungen über Frauenbildung und Frauenberuf. Haacke, Leipzig 1896. (Digitalisat)